# ハインリヒ・シュミーダー
ハインリヒ・シュミーダー（Heinrich Schmieder, 1970年2月14日 - 2010年7月21日）は、ドイツの俳優である。

## 来歴
アルバニアから移住してきたドイツ系移民の息子としてシュヴェービッシュ・ハルに生まれる。ミュンヘンの私立演劇学校で演劇を学ぶ。卒業後、俳優として舞台や映画、アニメの製作に参加。
1999年 - 2001年、ラジオ・ブレーメン制作の刑事ドラマに刑事役として出演。2001年には映画『トンネル』に出演し、ハイノ・フェルヒやゼバスティアン・コッホと共演した。2003年、ドイツ・テレビ賞の優秀俳優賞にノミネートされる。2004年には『ヒトラー 〜最期の12日間〜』でローフス・ミシュを演じた。2005年よりドイツ映画アカデミー会員。
2010年7月21日、マウンテンバイクのレースに参加するため滞在していたイタリア・リヴィーニョのホテルで死亡しているのが発見された。妻との間に二児があった。

## 出演作品

### 映画
- EX エックス
- ヒトラー 〜最期の12日間〜（ローフス・ミシュ）